# Nati nell'850
| Questa pagina contiene informazioni ricavate automaticamente dalle voci biografiche con l'ausilio del template Bio e di un bot. L'aggiornamento è periodico e automatico e ricostruisce completamente la pagina. Se manca una persona in questa lista, sei pregato di non aggiungerla, ma accertati piuttosto che la sua voce biografica contenga il template Bio e che i dati anagrafici siano correttamente compilati. Se il template Bio manca, inseriscilo tu stesso o, in alternativa, metti l'avviso {{tmp\|Bio}} che ne segnala la mancanza. Se i dati riportati sono sbagliati, correggi direttamente la voce biografica; le modifiche saranno visibili in questa lista entro pochi giorni. Per chiarimenti vedi il progetto biografie. La lista contiene solo le 7 persone che sono citate nell'enciclopedia e per le quali è stato implementato correttamente il template Bio. Pagina aggiornata al 26 giu 2025. |

- 10 maggio - Seiwa, imperatore giapponese († 881)
- 27 giugno - Ibrahim II, emiro († 902)
- Adelaide del Friuli, regina
- Aribo d'Austria, nobile tedesco
- Attone I di Magonza, abate e arcivescovo tedesco († 913)
- Smbat I, sovrano armeno († 912)
- Abū Zayd al-Balkhī, medico, geografo e psicologo persiano († 934)